# Echinorhynchus
Echinorhynchus är ett släkte av hakmaskar som beskrevs av Zoëga, in O.F. Müller 1776. Echinorhynchus ingår i familjen Echinorhynchidae.
Släktet Echinorhynchus indelas i:
- Echinorhynchus abyssicola
- Echinorhynchus acanthotrias
- Echinorhynchus alcedinis
- Echinorhynchus armoricanus
- Echinorhynchus astacifluviatilis
- Echinorhynchus attenuatus
- Echinorhynchus baeri
- Echinorhynchus bipennis
- Echinorhynchus blenni
- Echinorhynchus briconi
- Echinorhynchus calloti
- Echinorhynchus canyonensis
- Echinorhynchus cestodicola
- Echinorhynchus chierchiae
- Echinorhynchus cinctulus
- Echinorhynchus corrugatus
- Echinorhynchus cotti
- Echinorhynchus cryophilus
- Echinorhynchus debenhami
- Echinorhynchus dendrocopi
- Echinorhynchus diffuens
- Echinorhynchus dissimilis
- Echinorhynchus eperlani
- Echinorhynchus gadi
- Echinorhynchus galbulae
- Echinorhynchus garzae
- Echinorhynchus gazae
- Echinorhynchus gomesi
- Echinorhynchus gracilis
- Echinorhynchus gymnocyprii
- Echinorhynchus hexacanthus
- Echinorhynchus hexagrammi
- Echinorhynchus inflexus
- Echinorhynchus jucundus
- Echinorhynchus kushiroensis
- Echinorhynchus labri
- Echinorhynchus lageniformis
- Echinorhynchus lateralis
- Echinorhynchus laurentianus
- Echinorhynchus leidyi
- Echinorhynchus lendix
- Echinorhynchus lenoki
- Echinorhynchus lotellae
- Echinorhynchus melanoglaeae
- Echinorhynchus monticelli
- Echinorhynchus nardoi
- Echinorhynchus nitzschi
- Echinorhynchus oblitus
- Echinorhynchus orestiae
- Echinorhynchus orientalis
- Echinorhynchus paranensis
- Echinorhynchus parasiluri
- Echinorhynchus pardi
- Echinorhynchus pari
- Echinorhynchus peleci
- Echinorhynchus platessae
- Echinorhynchus platessoides
- Echinorhynchus pleuronectis
- Echinorhynchus pleuronectisplatessoides
- Echinorhynchus praetextus
- Echinorhynchus pupa
- Echinorhynchus rhenanus
- Echinorhynchus rhytidodes
- Echinorhynchus robustus
- Echinorhynchus salmonis
- Echinorhynchus salobrensis
- Echinorhynchus sciaenae
- Echinorhynchus scopis
- Echinorhynchus scorpaenae
- Echinorhynchus serpentulus
- Echinorhynchus sipunculus
- Echinorhynchus solitarium
- Echinorhynchus stridulae
- Echinorhynchus strigis
- Echinorhynchus taeniaeforme
- Echinorhynchus tardae
- Echinorhynchus tenuicollis
- Echinorhynchus truttae
- Echinorhynchus urniger
- Echinorhynchus yamagutii
- Echinorhynchus zanclorhynchi